# Oranlamm
Oranlamm är en sjö i Ljusdals kommun i Hälsingland och ingår i Dalälvens huvudavrinningsområde. Sjön är 9,2 meter djup, har en yta på 0,03 kvadratkilometer och befinner sig 280,1 meter över havet.